# MIXTURE (アルバム)
『MIXTURE』（ミクスチャー）は、Dragon Ashの9枚目のオリジナル・アルバム。2010年12月8日にMOB SQUADからリリースされた。

## 概要
- 前作『FREEDOM』以来1年9ヶ月ぶり。
- 本作レコーディング風景が、同年12月9日放送の『NEWS ZERO』の「ZEROカルチャー」コーナーでドキュメンタリーとして取り上げられた。
- 初回限定盤は6曲入りDVDが同梱。[2]
- 『25 - A Tribute To Dragon Ash -』ではRED ORCAが「SOCIABLE DESTRUCTION』をカバーしている。

## 収録曲
作詞：Kj　作曲・編曲：Dragon Ash
1. INTRO (MIXTURE)(2:17)
2. RAMPAGE(3:59)
3. SOCIABLE DESTRUCTION(4:08)
4. SKY IS THE LIMIT(4:22)
  - 「10-FEET」のTAKUMAが参加。
5. AMBITIOUS(4:36)
  - スカパー!2010サッカーテーマソング
  - 22ndシングル。
6. TIME OF YOUR LIFE(4:41)
  - 盟友バンド「SBK」解散を惜しんで制作した渾身のナンバー。
  - 23rdシングル収録。
7. ECONOMY CLASS(4:27)
8. REBELS(3:45)
9. BEAT SURF [ALBUM VER. (feat. PES, VERBAL)](3:35)
  - 「RIP SLYME」のPES、「m-flo」のVERBALが参加。
  - 22ndシングルC/Wのアルバムバージョン。
10. FIRE SONG(4:48)
11. SLASH(5:08)
12. ROCK BAND (feat. SATOSHI, KO-JI ZERO THREE)(5:09)
  - 「山嵐」のSATOSHI、「GNz-WORD」のKO-JI ZERO THREEが参加。
  - 23rdシングル収録。

## 初回限定盤DVD
1. ROCK BAND FEAT.SATOSHI,KO-JI ZERO THREE (VIDEO CLIP)
2. ROCK BAND FEAT.SATOSHI,KO-JI ZERO THREE (NO EDIT VER.)
3. ROCK BAND FEAT.SATOSHI,KO-JI ZERO THREE (MAKING "ROCK BAND")
4. TIME OF YOUR LIFE (VIDEO CLIP)
5. TIME OF YOUR LIFE (MAKING "TIME OF YOUR LIFE")
6. AMBITIOUS (VIDEO CLIP)

## 演奏
- TAKUMA from 10-FEET：Vocal (#4)
- PES from RIP SLYME：Rap (#9)
- VERBAL from m-flo / TERIYAKI BOYZ：Rap (#9)
- SATOSHI from 山嵐：Vocal (#12)
- KO-JI ZERO THREE from GNz-WORD / BIG MIC KILLERZ：Vocal (#12)
- 武田真治：Saxophone (#2)
- 黒兄：Scream (#11)
- 岡部磨知：Violin (#12)